# 廣州裸臀鯙
廣州裸臀鯙，又稱輻鰭魚綱鰻鱺目鯙亞目鯙科的其中一種，分布於印度西太平洋區，從印度至法屬波里尼西亞海域，體長可達21.9公分，棲息在珊瑚礁區，屬肉食性，生活習性不明。

## 擴展閱讀
維基物種上的相關：廣州裸臀鯙